# Jamboree on the Internet

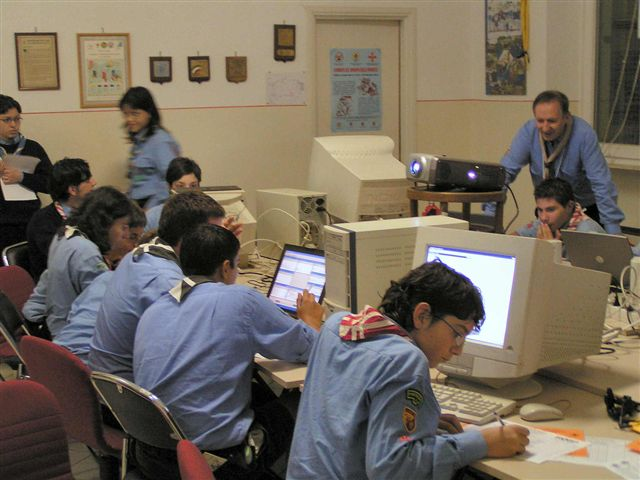
Escoteiros ao computador no JOTA - Roma 2004

Jamboree On The Internet (Jamboree na internet), conhecido pelo acrónimo JOTI, é um evento escoteiro que ocorre todos os anos em outubro com a duração de 3 dias. Os participantes, através de meios de Chat do mundo inteiro, podem contactar outros escoteiros através da internet.

## JOTI no Brasil
A atividade é uma grande gincana virtual, conhecida como Scout Joti Challenge (SJC), e reúne lobinhos e lobinhas, escoteiros e escoteiras, seniores e guias, pioneiros e pioneiras de todo o mundo para o desafio de 48h de tarefas e muita produção audiovisual.
O SJC foi totalmente idealizado por brasileiros, e desde 2011 rompeu as barreiras do país para cair no gosto dos estrangeiros. No ano passado foram 36.000 inscritos, organizados em mais de 1500 bases, com representantes de todos os estados brasileiros e o Distrito Federal.
A atual equipe coordenadora do SJC é composta por adultos voluntários do movimento escoteiro.